# لامبروگو
لامبروگو (به ایتالیایی: Lambrugo) یک کومونه در ایتالیا است که در استان کومو واقع شده‌ است.

## خصوصیات
لامبروگو ۱٫۹ کیلومترمربع مساحت و ۲٬۲۱۱ نفر جمعیت دارد و ۲۹۰ متر بالاتر از سطح دریا واقع شده‌است.